# George Ikenne-King Patrick

George Ikenne (Calabar, 1991. október 29. –) nigériai-magyar labdarúgó, a Mezőkövesd Zsóry játékosa.
2021. április 20-án megkapta a magyar állampolgárságot is.

## Pályafutása
2012. október 5-én debütált a Honvéd felnőtt csapatában. Az 57. percben állt be, Hidi Patrik helyére a Pécs ellen.

## Sikerei, díjai
Budapest Honvéd
- NB I bajnok: 2016–17[4]
- NB I bronzérmes: 2012–13
- Magyar Kupa-győztes: 2019–20

## Statisztika
| Klub           | Szezon | Bajnokság     | Bajnokság | Országos kupa | Országos kupa | Ligakupa      | Ligakupa | Nemzetközi kupa | Nemzetközi kupa | Összesen      | Összesen |
| Klub           | Szezon | Pályára lépés | Gól       | Pályára lépés | Gól           | Pályára lépés | Gól      | Pályára lépés   | Gól             | Pályára lépés | Gól      |
| -------------- | ------ | ------------- | --------- | ------------- | ------------- | ------------- | -------- | --------------- | --------------- | ------------- | -------- |
| Honvéd         |        |               |           |               |               |               |          |                 |                 |               |          |
| 2012–13        | 14     | 0             | 3         | 0             | 4             | 0             | –        | –               | 21              | 0             |          |
| 2013–14        | 22     | 0             | 2         | 0             | 3             | 1             | 3        | 0               | 30              | 1             |          |
| 2014–15        | 26     | 0             | 2         | 0             | 6             | 0             | –        | –               | 34              | 0             |          |
| 2015–16        | 11     | 0             | 2         | 0             | –             | –             | –        | –               | 13              | 0             |          |
| 2016–17        | 21     | 0             | 3         | 0             | –             | –             | –        | –               | 24              | 0             |          |
| 2017–18        | 9      | 0             | 2         | 0             | –             | –             | 1        | 0               | 12              | 0             |          |
| Összesen       | 103    | 0             | 14        | 0             | 13            | 1             | 4        | 0               | 134             | 1             |          |
| Karrier összes |        | 103           | 0         | 14            | 0             | 13            | 1        | 4               | 0               | 134           | 1        |

2018. április 28-án frissítve.